# Zhou Yiwang
Zhou Yiwang (周懿王), de son nom personnel Ji Jian (姬囏), fut le septième roi de la dynastie Zhou. Succédant à Zhou Gongwang, il fut intronisé en -909 à Hao et décéda en -884.